# Maurice Blin
Pour les articles homonymes, voir Blin.
Maurice Blin, né le 28 août 1922 à Bogny-sur-Meuse (Ardennes), et mort le 16 juin 2016 à Talant, est un homme politique français.

## Biographie
Universitaire de profession, agrégé de philosophie, puis enseignant, il devient député de la 2e circonscription des Ardennes de 1958 à 1962, puis sénateur des Ardennes du 26 septembre 1971 à sa démission, le 4 juillet 2007. Ayant effectué plus de trente-cinq ans de mandats, il est alors élevé à la dignité de sénateur honoraire.
Il est décédé le 16 juin 2016 à Talant,.

## Synthèse des fonctions et des mandats
Mandat local
- 1992 - 1998 : 1er vice-président du Conseil régional de Champagne-Ardenne

Mandats parlementaires
- 30 novembre 1958 - 9 octobre 1962 : Député de la 2e circonscription des Ardennes
- 26 septembre 1971 : Sénateur des Ardennes
- 28 septembre 1980 : Sénateur des Ardennes
- 24 septembre 1989 : Sénateur des Ardennes
- 27 septembre 1998 - 4 juillet 2007 : Sénateur des Ardennes

Autres fonctions
- Membre de la Délégation parlementaire pour l'Union européenne
- Membre du Haut conseil du secteur public
- Membre du CNESER

## Distinction
- Chevalier de la Légion d'honneur en 2008[3]

## Ouvrages
- Intériorité et vie spirituelle, "Monde technique et vie intérieure", Arthème Fayard, avril 1954, p. 107-116
- Le travail et les dieux, Aubier, 1976.
- Champagne-Ardenne, trente siècles d'histoire, Delville, 1995.
- Le champagne trois siècles d'histoire, Maurice Blin, George Clause et Eric Glatre, Stock, 1997.
- Nostalgie d'Empire, Ellipses, 2001.